# 유로비전 송 콘테스트 2010

녹색이 참가국. 빨강은 결승전에 진출하지 못한 나라. 노랑은 과거에 참가하였으나 2010년에 참가하지 않은 나라.

유로비전 송 콘테스트 2010(Eurovision Song Contest 2010)는 제55회 유로비전 송 콘테스트이다. 노르웨이 그레이터오슬로 베룸에 위치한 텔레노르 아레나(Telenor Arena)에서 방영되었다. 노르웨이가 이 콘테스트를 주최한 것은 세 번째인데, 이전에는 1986년, 1996년에도 행사를 치렀다. 2010년에는 독일의 레나 마이어란드루트가 Satellite라는 곡으로 우승을 차지했다. 이는 28년 만에 독일이 처음으로 우승한 것으로, 콘테스트에서는 두 번째 우승이자, 독일이 통일된 이후 최초의 우승이다.
준결승전은 2010년 5월 25일, 27일에 치러졌고 결승전은 2010년 5월 29일로 예정되었다. 유럽 방송 연맹(EBU)은 준결승전에 사용된 투표 시스템이 2009년과는 달리 전화 투표와 더불어 배심 균형을 맞출 것이라고 발표하였다.